# 李国杰
李国杰（1881年—1939年2月21日），字伟侯，号元直，安徽合肥人，生於天津。清朝及中华民国官员、实业家。是李经述的长子，李鸿章的长孙

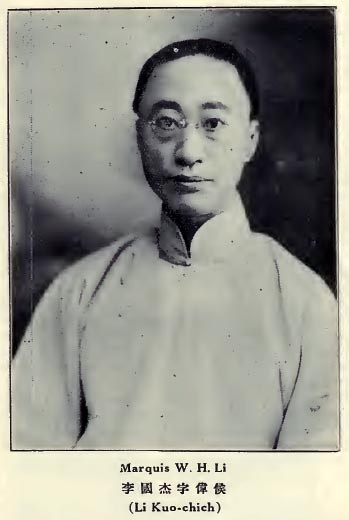

## 生平
李国杰承袭其祖父李鸿章一等侯的爵位。清朝末年，李国杰为散秩大臣。1906年任广州副都统，1907年改任镶黄旗蒙古副都统，1908年任农工商部左丞。1910年，李国杰任出使比利时钦差大臣。
中华民国成立后，李国杰留在比利时任外交代表。归国后于1914年任参政院参政。后因晋见隆裕太后时對袁世凯出言不遜，遭人密报袁世凯，李国杰避往上海。
1916年，经轮船招商局董事会选举，李国杰任董事，1924年当选董事会董事长。1927年5月，中国国民党控制上海后，派张静江清查轮船招商局，后轮船招商局隶属交通部管理，改由交通部长王伯群任监督。董事长李国杰被王伯群任命为监督办公处总办。1928年，该局成立总管理处。
1929年，轮船招商局改为直属国民政府。该年9月28日，江苏省政府主席钮永建训令上海县没收盛宣怀财产。10月5日上海特别市政府通告：“奉国民政府令，前清故吏盛宣怀侵蚀公币，证据确凿，应将所有遗产一律查封没收。令盛氏后人及与盛氏财产有关之公司、行号、典当等等，据实具报盛氏遗产。”另一方面，安徽方面已向李国杰家索要六十万元军饷。经王伯群斡旋，李国杰同意政府监督轮船招商局，国民政府乃派赵铁桥出任总管理处总办，李国杰被架空。后来赵铁桥查出李国杰在向汇丰银行借款时，“声明并无中佣，但开支酬劳计二十余万两之巨，内中一部分为其本人所得。”还查出1927年底，李国杰自支酬劳银五千两私用，遂起诉李国杰（见《招商局总管理处控告招商局董事长兼任积余公司经理李国杰刑事诉状》）。李国杰通过李次山、关芸农联系并买通王亚樵，令其刺杀赵铁桥。
1930年7月24日，赵铁桥在轮船招商局的楼侧，即上海外滩福州路路口遭枪击身亡。 蒋介石责令宋子文查办，但未能抓到李国杰的把柄，遂以经济案件将其暂时拘留。李国杰通过人脉贿赂交通部次长与监督陈孚木，使该案不断拖延。最后，陈孚木倒台。 1932年12月27日，上海地方法院判处李国杰有期徒刑三年，剥夺公民权利四年，罪名为“以国家财产作抵押向美商公司借款，出卖国家利益；向大来公司租借商轮，妨碍航权；贿赂交通部次长与监督陈孚木七十万两银……”后来李国杰通过段祺瑞向蒋介石疏通，最终被释放。
抗日战争爆发后，轮船招商局总局先迁香港，后迁重庆。李国杰留在上海。國民政府軍事委員會調查統計局获得情报称，日本人准备请李国杰出任中华民国维新政府领导人或交通部长。军统雖未知李是否同意，但策划暗杀李国杰。
1939年2月21日（农历正月初三），李国杰刚出上海新闸路沁园邨的家，便遭枪击，在医院逝世。 據傳李國杰死時衣袋中還有「維新政府交通部長李國杰」卡片及日本人的書信。維新政府外交部長陳籙則在前日被殺。

## 延伸阅读
[在维基数据编辑]
 《海上名人傳·李偉侯》，出自《海上名人傳》